# سيباستيان كورتس
سيباستيان كورز (بالألمانية النمساوية: Sebastian Kurz؛ مواليد 27 أغسطس 1986)، هو سياسي نمساوي سابق، شغل منصب مستشار النمسا مرتين، الأولى من 2017 حتى 2019، والثانية من 2020 حتى 2021.
وُلد كورز ونشأ في منطقة ميدلينغ في فيينا. دخل السياسة بالانضمام إلى حزب الشعب الشبابي في عام 2003، وتدرج في المناصب خلال السنوات التالية. حصل على أول منصب حكومي له في 2011 بعد إعادة تشكيل الحكومة، حين عُيّن وزير دولة مسؤولاً عن دمج اللاجئين اجتماعياً. وبعد الانتخابات التشريعية في 2013، أصبح أصغر وزير خارجية في البلاد وظل في هذا المنصب حتى ديسمبر 2017.
في مايو 2017، خلف كورز رئيس حزب الشعب النمساوي رينهولد ميترلهاينر، وترشح لمنصب المستشار في انتخابات 2017 التشريعية. قام بحملة انتخابية ركز فيها على تحديث الجهاز السياسي والإداري النمساوي، بالإضافة إلى معالجة قضايا الهجرة والاجتماع التي واجهتها البلاد إثر أزمة اللاجئين الأوروبية. عُدَّت مهاراته الخطابية ونظرته الإصلاحية وصغر سنه من الأسباب الرئيسية لانتصاره الساحق في الانتخابات. شكّل حكومته الأولى بتحالف مع حزب الحرية النمساوي اليميني المتطرف. خلال ولايته الأولى، نُسب إليه تحقيقه لمعظم وعود حملته الانتخابية، لكنه تعرض لانتقادات واسعة بسبب أسلوب قيادته غير التعاوني والمتسرع. كما أُطاحت حكومته بسبب عدة فضائح سياسية، كان أبرزها فضيحة إيبيزا في 2019، ما أدى إلى انهيار التحالف بين حزب الشعب النمساوي وحزب الحرية النمساوي اليميني المتطرف وفقدانه دعم البرلمان.
بعد الانتخابات المبكرة في 2019، عاد كورز إلى السلطة وشكل تحالفاً جديداً مع حزب الخضر البيئي. تم تنصيب حكومته الثانية في يناير 2020، لكنها واجهت تحديات كبيرة بسبب تفشي جائحة كوفيد-19، حيث اتخذ إجراءات مثل الإغلاق والحظر الليلي. تسبب التحقيق في فضيحة إيبيزا، والاستقالات المتكررة داخل الحكومة، بالإضافة إلى تحقيق في قضايا فساد، في استقالة كورز من منصب المستشار في أكتوبر 2021. مع ذلك، احتفظ بمناصب رئيس الحزب وزعيم الكتلة البرلمانية، مما مكنه من مواصلة التأثير في الشؤون الحكومية، وهو ما أطلق عليه لقب "المستشار الظل". وبعد شهرين، أعلن كورز انسحابه الكامل من السياسة وبدأ العمل كمستشار استراتيجي عالمي لدى بيتر ثيل.
يُعد كورز أصغر مستشار في تاريخ النمسا، وكان أيضاً أصغر رئيس حكومة في العالم لحوالي أربع سنوات، حيث نُسب إليه إحياء الحركة المحافظة التقليدية في النمسا وأوروبا.

## نشأته وتعليمه
ولد كورتس في فيينا، وقد ترعرع في حي مايدلينغ، الذي ما يزال يعيش فيه.
حصل على شاهدة الثانوية العامة ( ماتورا ) في عام 2004 من مدرسة جي أر جي 12 إيرجلاس، ثم أكمل الخدمة العسكرية الإلزامية في عام 2005. التحق كورتس بكلية الحقوق في جامعة فيينا ، لكنه قطع الدراسة قبل التخرج.

## مسيرته السياسية

### البدايات السياسية
دخل كورتس إلى عالم السياسة عندما انضم إلى شبيبة حزب الشعب النمساوي (ÖVP) في عام 2003K ,تولى أول منصب سياسي في عام 2008 رئيسا لشبيبة الحزب في فيينا. وبعد سنة واحدة أصبح الرئيس الفدرالي لشبيبة الحزب في كل النمسا، ونجح في الاستفادة من شبكات التواصل الاجتماعي لتحقيق شعبية عالية، إلا أن شعبيته لدى «صحافة المشاهير» بحسب الصحف النمساوية هي جعلت منه أيقونة في عيون الشباب النمساوي.

### كورتس في الحكومة
بين 2010 و2011 كان عضوا في مجلس مدينة فيينا. وبعد تعديل وزاري في حكومة فايمان الأولى في أبريل 2011 عين في منصب مستحدث هو وزير الدولة للاندماج (جزء من وزارة الداخلية). في الانتخابات العامة للنمسا عام 2013 انتخب عضوا في البرلمان. في عام 2013 أصبح وزير خارجية النمسا، ثم اتسعت حقيبته بطلب منه لتشمل شؤون الأندماج الأجتماعي . وفي وقت تنصيبه (أداء اليمين الدستورية) كان كورتس أصغر وزير في حكومة منذ تأسيس الجمهورية وأصغر وزير خارجية في الإتحاد الأوربي وكان يبلغ من العمر حينها 27 عاماً فقط.

### رئاسة حزب الشعب النمساوي
وفي مايو / أيار 2017، أصبح زعيماً لحزب الشعب، وبعد استقالة نائب المستشار راينهولد ميترلينر من المنصب.

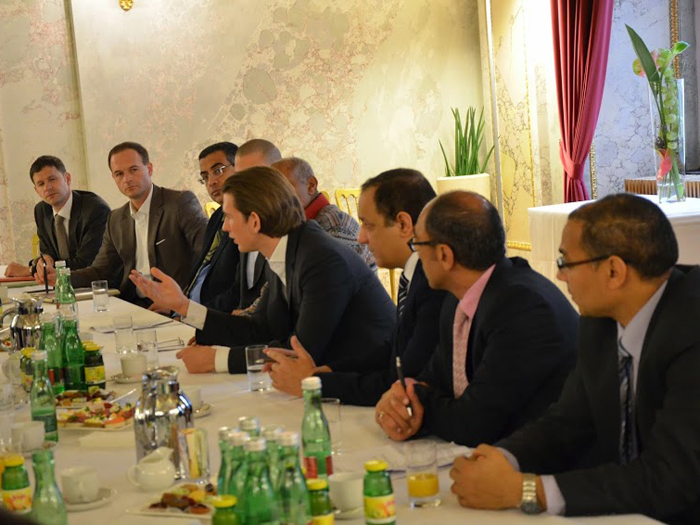
سيباستيان كورتس .. يجتمع مع مصريى النمسا لمناقشة قانون الإسلام الجديد

### رئاسة الحكومة
بعد سقوط حكومة كيرن وانتخابات 2017 التشريعية المبكرة قاد كورتس حزبه إلى نصر انتخابي حيث أكسبه شعبية هائلة عبر تبني خطاب يميني في موضوعات الهجرة والأجانب، وحقق حزبه المركز الأول في الانتخابات، حيث حصل على 31.5 ٪ من الأصوات.
كزعيم لأكبر حزب بعد الانتخابات، كلف كورتس بتشكيل حكومة جديدة من قبل الرئيس فان دير بيلن حيث شكل ائتلافًا مع حزب الحرية. أدى كورتس اليمين كمستشار في 18 ديسمبر 2017 إلى جانب حكومته الجديدة.
أدت قضية إيبيزا في مايو 2019 إلى نهاية حكومة ائتلاف كورتس مع حزب الحريات اليميني، وبعد الانتخابات التشريعية التي جرت في يناير 2021 ترأس كورتس حكومته الثانية التي قامت بالائتلاف مع حزب الخضر.

### مواقفه السياسية
في فبراير/شباط 2017 أعلن كورتس أن بلاده لا ترحب بزيارة الرئيس التركي رجب طيب أردوغان في اطار حملته للاستفتاء حول قانون يعزز صلاحياته الرئاسية.
تعهد في حملته الانتخابية بإغلاق طرق الهجرة إلى أوروبا، ووضع قيود على المعونات المالية المقدمة للاجئين، ومنع المهاجرين من الحصول على أية معونات حتى يمضي على إقامتهم في النمسا خمس سنوات.
وقد لاقت هذه القضايا رواجاً لدى الناخبين النمساويين بعد تدفق هائل من المهاجرين غير الشرعيين واللاجئين من الشرق الأوسط وشمال أفريقيا.
خلال مستشاريته، عدّل كورتس مدة العمل اليومي إلى 12 ساعة، وبدأ في دمج جميع التأمينات الاجتماعية النمساوية، وحظر النقاب الكامل للوجه في الأماكن العامة، ودعم الأسرة الأجنبية من أصول أوروبية، وقام بتثبيت ميثاق المراقبة، وألزم تعليم اللغة الألمانية، ورفض الاتفاق العالمي للهجرة، و أسس المكتب الرقمي ووحد الدخل الأساسي.

### استقالته واعتزاله السياسة
في أكتوبر 2021 ووجه كورتس باتهامات بالفساد تتعلق باستخدام أموال حكومية من أجل تزوير نتائج استطلاعات الرأي ورشوة صحيفة شعبوية لنشر النتائج للتأثير على مواقف الناخبين، حيث نشرت له محادثات في هذا السياق وأخرى تتعلق بمناورات سياسية أخرى، وأدى نشر هذه المحادثات إلى استقالة كورتس من رئاسة الحكومة معه احتفاظه برئاسة حزب الشعب ومقعده في البرلمان.
في 2 ديسمبر 2021 أعلن كورتس اعتزاله السياسة وتنحيه عن جميع مناصبه البرلمانية والحزبية، وعزا الاستقالة إلى رغبته بقضاء بعض الوقت مع أسرته بعد ولادة ابنه الأول، مكررا أمله في الحصول على فرصة لإثبات براءته في المحكمة من تهم الفساد الموجهة إليه.
في18 أكتوبر 2022 خلصت نتائج التحقيقات مع وكيل وزارة المالية السابق توماس شميد إلى اعترافات تدين كورتس وآخرين في قضية استخدام الأمول العامة في نشر الاستطلاعات المزيفة، وتفتح هذه الاعترافات الباب إلى تقديم كورتس إلى محاكمة.
في 23 فبراير 2024 حكم على كورتس بالسجن ثمانية عشر شهرا مع وقف التنفيذ بعد إدانته بحلف يمين كاذب في ما يتعلق بمساءلة برلمانية جرت في فترة حكومته.

## في اللوبي التجاري والسياسي
بعد استقالته من مناصبه الحزبية والسياسية في النمسا حصل كورتس على وظيفة «استراتيجي عالمي» لدى شركة ثيل كابيتال الاستثمارية الأمريكية التي تستثمر في مجالات التقنية وتسويق الحشيش (القانوني) وبناء المدن العائمة.
كما عيّن في 9 يناير 2022 (إلى جانب رئيس الحكومة البريطاني السابق طوني بلير) رئيسا مساعدا للمجلس الأوروبي للتسامح والمصالحة (ECRT) الذي يعمل من أجل رفع درجة التسامح مع الحياة اليهودية في أوروبا ومكافحة اللاسامية وإنكار الهولوكوست، وفي نفس الشهر أسس شركة "SK" الاستثمارية والاستشارية
لاحقا في نفس العام ساهم في تأسيس شركة دريم سيكيوريتي (بالإنجليزية: Dream Security)، ومركزها إسرائيل، بالشراكة مع مدير مجموعة إن إس أو الإسرائيلية السابق شاليف هوليو، كما تعاقد مع شركة بترول أبو ظبي الوطنية ومع صندوق "مبادلة" الإماراتي، وله مكاتب في كل من أبو ظبي وتل أبيب.

## وصلات خارجية
- الموقع الرسمي
- سيباستيان كورتس على موقع IMDb (الإنجليزية)
- سيباستيان كورتس على موقع الموسوعة البريطانية (الإنجليزية)
- سيباستيان كورتس على موقع مونزينجر (الألمانية)
- سيباستيان كورتس على موقع قاعدة بيانات الفيلم (الإنجليزية)